# Сага за хората от Пясъчния бряг
Сага за хората от Пясъчния бряг (на исландски Eyrbyggja saga) е исландска сага от неизвестен автор, съхранена в два ръкописа от 13 и 14 в. Буквалният превод на Eyrbyggja saga е Сага за жителите на Еир (Еир е името на ферма, която е била разположена на полуостров Снайфедлснес в Исландия).
Сагата разказва историята на значими исландски родове от времето на заселването на Исландия (ок. 979 г.) до началото на 11 в. и се различава от останалите исландски саги с интереса към фолклора, езическата вяра и свързаните с нея обреди и суеверия.
В „Сага за хората от Пясъчния бряг“ има много препратки за заселването на Гренландия и Винланд.

## Години на написване на сагата
Ейнар Оулафур Свейнсон, издал сагата през 1935 г., изказал мнение, че тя е била написана между 1221 и 1235 г. Първата година е годината, в която умира Гудню, дъщерята на Бьодвар, която според сагата е присъствала при ексхумацията на надгробната могила на главния герой Снори Годи. Втората година е тази, в която Стюрмир Мъдрия влиза в манастир, където е оставил своя препис на „Книга за заселването на земята“, написана под въздействието на „Сага за хората от Пясъчния бряг“.
По-късно други учени излагат тезата, че сагата е записана ок. 1250 – 1260 г.

## Сюжет
Главният герой е Снори Торгримсон с прякор Снори Годи. Историята на неговия баща Торгрим и на майка му Тордис е описана в Сага за Гисли.
Снори е описан като мъж със среден ръст, с правилни черти, със светли коси и рижа брада. Бил невъзмутим, трудно можело да се разчете по лицето му настроението му. Бил умен и предвидлив, и едновременно с това злопаметен и отмъстителен. На приятелите си помагал с добри съвети, а враговете му трябвало да се опасяват от кроежите му.
Снори Годи се споменава и в други саги, напр. в Сага за хората от Долината на сьомгата. Той бил добър приятел на Гудрун Освиврсдотир и нейните синове.
Снори Годи оставил многобройно потомство. Дъщерите си Сигрид, Ун, Тордис, Халбер и Тора той омъжил все за отбрани мъже и от всички тях тръгнали многолюдни родове. Останалите му дъщери били омъжени след неговата смърт – това били Турид Мъдрата, Гудрун, Торгерд и Алов. От синовете на Снори Годи най-влиятелен станал Халдор, от когото произлязъл родът Стурлунги. Другите му синове били Тород, Мани, Торстейн, Торд, Ейолв, Торлейв и Снори.
В Сага за хората от Пясъчния бряг се казва, че Снори Годи починал на следващата година след смъртта на крал Свети Олаф т.е. явно става въпрос за 1031 г., тъй като е известно, че норвежкият крал е починал през 1030 г. Снори бил погребан в построената от него църква, а когато по-късно църквата била преместена, гробището към нея било разкопано и костите на Снори били преместени заедно с църквата от потомците му от могъщия род Стурлунги.